# Diastema purpurascens
Diastema purpurascens är en tvåhjärtbladig växtart som beskrevs av Henry Hurd Rusby. Diastema purpurascens ingår i släktet Diastema och familjen Gesneriaceae. Inga underarter finns listade i Catalogue of Life.